# Aeroportul Isla Mujeres
Aeroportul Isla Mujeres (IATA: ISJ, ICAO: MMIM) este un aeroport din isla Mujeres⁠(d), Isla Mujeres⁠(d), Quintana Roo, Mexic ce deservește zona isla Mujeres⁠(d). A fost numit după zona deservită.
Situat la o altitudine de 3 m, aeroportul dispune de o singură pistă.